# Polypodium scutulatum
Polypodium scutulatum là một loài dương xỉ thuộc họ Polypodiaceae. Đây là loài đặc hữu của Ecuador. Chúng hiện đang bị đe dọa vì mất môi trường sống.